# Tetragnatha moua
Tetragnatha moua là một loài nhện trong họ Tetragnathidae.
Loài này thuộc chi Tetragnatha. Tetragnatha moua được miêu tả năm 2003 bởi Gillespie.